# Parafia św. Bernardyna w Browns Plains
Parafia św. Bernardyna w Browns Plains – parafia rzymskokatolicka, należąca do archidiecezji Brisbane.
Przy parafii funkcjonują dwie szkoły katolickie: Szkoła Podstawowa św. Bernardyna, oraz Emmaus College.